# Jeden z nás lže (seriál)
Jeden z nás lže (v anglickém originále One of Us Is Lying) je americký mysteriózní dramatický seriál vytvořený Ericou Saleh. Seriál je založen na stejnojmenné knize spisovatelky Karen M. McManusové a sleduje pět středoškolských studentů, kteří zůstanou po škole, přičemž jeden z nich zemře za podezřelých okolností a následně probíhá vyšetřování. Hlavní role ztvárňují Mark McKenna jako Simon, zesnulý student, a Annalisa Cochraneová, Chibuikem Uche, Marianly Tejada a Cooper van Grootel jako hlavní podezřelí z jeho vraždy.
První řada seriálu měla premiéru dne 7. října 2021 na streamovací platformě Peacock a setkal se s obecně pozitivními recenzemi kritiků. V lednu 2022 byl seriál obnoven pro druhou řadu, která měla premiéru dne 20. října 2022. V lednu 2023 byl seriál po dvou řadách zrušen.

## Děj
Na Bayviewské střední škole je pět studentů –⁠ Simon, Addy, Cooper, Bronwyn a Nate –⁠ po škole. Simon, známý tím, že se svou kamarádkou Janae založil on-line stránku, kde zveřejňuje tajemství ostatních studentů, utrpí náhlou a smrtelnou alergickou reakci. Ostatní čtyři studenti měli motivy k zabití Simona a poté, co se zjistí, že jeho smrt nebyla nehoda, následuje vyšetřování.

## Obsazení

### Hlavní role
- Annalisa Cochraneová jako Adelaide „Addy“ Prentissová, populární roztleskávačka
- Chibuikem Uche jako Cooper Clay, hráč baseballu se slibnou kariérou
- Marianly Tejada jako Bronwyn Rojasová, dívka zaměřená na svou budoucnost
- Cooper van Grootel jako Nate Macauley, student a drogový dealer
- Barrett Carnahan jako Jake Riordan, kapitán fotbalového týmu a přítel Addy[1]
- Jessica McLeod jako Janae Matthewsová, nejlepší kamarádka Simona
- Mark McKenna jako Simon Kelleher (1. řada; 2. řada hostující), tvůrce online skupiny, kde zveřejňuje tajemství ostatních, který zemře[2]
- Melissa Collazo jako Maeve Rojasová, mladší sestra Bronwyn
- Sara Thompson jako Vanessa (2. řada; 1. řada vedlejší), nejlepší kamarádka Addy a přítelkyně TJe
- Alimi Ballard jako Kevin Clay (2. řada; 1. řada vedlejší), Cooperův otec a trenér

### Vedlejší role
- Zenia Marshall jako Keely, Cooperova přítelkyně
- George Ferrier jako TJ Forrester, nejlepší kamarád Jakea, který má zájem o Addy
- Martin Bobb-Semple jako Evan, přítel Vanessy
- Karim Diane jako Kris, Cooperův tajný přítel
- Jacque Drew jako detektivka Wheelerová
- Valerie Cruz jako Isabella Rojasová, matka Bronwyn a Maeve
- Hugo Ateo jako Javier Rojas, otec Bronwyn a Maeve (1. řada)
- Miles J. Harvey jako Lucas (1. řada), Cooperův mladší bratr
- Ali Liebert jako Ann Prentissová, matka Addy
- Purva Bedi jako ředitelka Gupta
- Andi Crown jako slečna Averyová (1. řada), učitelka fyziky
- Errol Shand jako Brad Macauley (1. řada), otec Natea
- Aidee Walker jako Ellen Macauleyová, matka Natea
- Joe Witkowski jako Cole Riordan (2. řada), bratr Jakea
- Doralynn Mui jako Fiona Jenningsová (2. řada, 1. řada hostující), nová studentka[3]
- Emma Jenkins-Purro jako Giselle Wardová (2. řada)

## Seznam dílů
| Řada | Díly | Premiéra v USA | Premiéra v USA |
| Řada | Díly | První díl      | Poslední díl   |
| ---- | ---- | -------------- | -------------- |
| 1    | 8    | 7. října 2021  | 21. října 2021 |
| 2    | 8    | 20. října 2022 | 20. října 2022 |

### První řada (2021)
| Č. v seriálu | Č. v řadě | Původní název                    | Český název                   | Režie             | Scénář                                    | Premiéra na Peacocku | Premiéra na Netflixu |
| ------------ | --------- | -------------------------------- | ----------------------------- | ----------------- | ----------------------------------------- | -------------------- | -------------------- |
| 1            | 1         | Pilot                            | Pilotní díl                   | Jennifer Morrison | Erica Saleh                               | 7. října 2021        | 18. února 2022       |
| 2            | 2         | One of Us Is Grieving            | Jeden z nás truchlí           | John S. Scott     | Molly Nussbaum                            | 7. října 2021        | 18. února 2022       |
| 3            | 3         | One of Us Is Not Like the Others | Jeden z nás není jako ostatní | John S. Scott     | Dayna Lynne North a Harrison David Rivers | 7. října 2021        | 18. února 2022       |
| 4            | 4         | One of Us Is Famous              | Jeden z nás je slavný         | Sophia Takal      | Erica Saleh                               | 14. října 2021       | 18. února 2022       |
| 5            | 5         | One of Us Is Cracking            | Jeden z nás vyměkne           | Sophia Takal      | Daniel Pearle                             | 14. října 2021       | 18. února 2022       |
| 6            | 6         | One of Us Is Dancing!            | Jeden z nás tančí             | Benjamin Semanoff | Rick Montano a Vincent Ingrao             | 14. října 2021       | 18. února 2022       |
| 7            | 7         | One of Us Is Not Giving Up       | Jeden z nás to nevzdá         | Ben Semanoff      | Molly Nussbaum a Anthony Johnston         | 21. října 2021       | 18. února 2022       |
| 8            | 8         | One of Us Is Dead                | Jeden z nás je po smrti       | John S. Scott     | Darío Madron                              | 21. října 2021       | 18. února 2022       |

### Druhá řada (2022)
V lednu 2022 byl seriál obnoven pro druhou řadu.
| Č. v seriálu | Č. v řadě | Původní název                 | Český název                           | Režie            | Scénář                                      | Premiéra na Peacocku | Premiéra na Netflixu |
| ------------ | --------- | ----------------------------- | ------------------------------------- | ---------------- | ------------------------------------------- | -------------------- | -------------------- |
| 9            | 1         | Simon Says Game On!           | Simon říká: Hra začíná!               | Michael Weaver   | Erica Saleh                                 | 20. října 2022       | 16. listopadu 2022   |
| 10           | 2         | Simon Says Tick Tock          | Simon říká: Tik tak                   | Michael Weaver   | Jan Oxenberg                                | 20. října 2022       | 16. listopadu 2022   |
| 11           | 3         | Simon Says Let's Get Personal | Simon říká: Berte si to osobně        | Shannon Kohli    | Molly Nussbaum                              | 20. října 2022       | 16. listopadu 2022   |
| 12           | 4         | Simon Says Gotcha!            | Simon říká: A mám vás!                | Shannon Kohli    | Erica Saleh                                 | 20. října 2022       | 16. listopadu 2022   |
| 13           | 5         | Simon Says Ho Ho Ho!          | Simon říká: Veselé Vánoce!            | Roxanne Benjamin | Rick Montano a Vincent Ingrao               | 20. října 2022       | 16. listopadu 2022   |
| 14           | 6         | Simon Says You Better Pray    | Simon říká: Dejte se radší na modlení | Roxanne Benjamin | Kyle Warren                                 | 20. října 2022       | 16. listopadu 2022   |
| 15           | 7         | Simon Says Time Out           | Simon říká: Pauza                     | Ben Semanoff     | Molly Nussbaum a Corey Dashaun              | 20. října 2022       | 16. listopadu 2022   |
| 16           | 8         | Simon Says Game Over          | Simon říká: Hra končí!                | Ben Semanoff     | Erica Saleh a Rick Montano a Vincent Ingrao | 20. října 2022       | 16. listopadu 2022   |